# Slag bij Svolder
De Slag bij Svolder (Svold, Swold) was een zeeslag die op 9, 10 of 11 september 999 of 1000 in het westelijk deel van Oostzee werd uitgevochten tussen aan de ene kant de Noorse koning Olaf Tryggvason en aan de andere kant een coalitie van zijn talrijke vijanden. De achtergrond van deze slag was de eenwording van Noorwegen, de lang lopende Deense pogingen om controle over delen van Noorwegen te verkrijgen, en de verspreiding van het christendom in Scandinavië.
Koning Olaf was op weg naar huis na een expeditie naar Wendland (het huidige Pommeren), toen hij in een hinderlaag terechtkwam en werd overvallen door een alliantie van Sven Gaffelbaard, de koning van Denemarken, Olof Skötkonung (ook bekend als Olaf Eríksson), de koning van Zweden, en Erík Hákonsson, jarl Lade. Tryggvason stond tegen een grote overmacht. Hij had tijdens de slag slechts elf oorlogsschepen (drakkars) tot zijn beschikking, terwijl zijn vijanden beschikten over ten minste 70 schepen. De Noorse koninklijke schepen werden een voor een uitgeschakeld, als laatste van allen het grootste schip, de Ormen Lange (de "Lange Slang"), die door Jarl Erik buiten gevecht werd gesteld. Daarop zou Olaf Tryggvason zichzelf in volle wapenuitrusting in zee hebben geworpen. Zijn lijk werd niet teruggevonden. Na de slag bij Svolder werd het grootste deel van Noorwegen geregeerd door de twee jarls van het bij Trondheim gelegen schiereiland Lade als een leengoed van respectievelijk Denemarken en Zweden.

## Context
In de vroegste geschreven geschiedenis van Noorwegen is sprake van een aantal kleine koninkrijkjes, die soms met elkaar strijden. Er bestond nog geen centrale autoriteit. In de traditionele geschiedschrijving begon de opkomst van Harald Mooihaar in de 9e eeuw het proces van eenwording van het land en de consolidatie van de koninklijke macht.

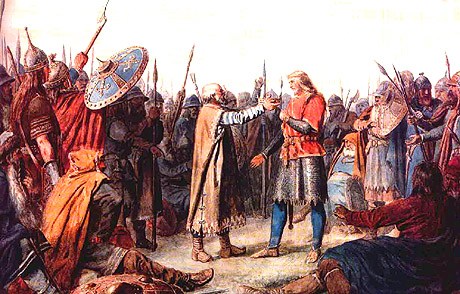
In 995 ingezworen als koning ging Olaf Tryggvason er snel toe over om Noorwegen tot het christendom te bekeren. Hij gebruikte daarvoor alle middelen waarover hij beschikte.

Haralds afstammelingen en andere rechthebbenden op de troon hadden te maken met sterke regionale leiders, zoals de Jarls van Lade en de heersers over de Vingulmark in het oosten, terwijl de koningen van Denemarken regio's in het zuiden opeisten en stonden te popelen om Noorse vazallen te verwerven om zo hun invloed te vergroten. De verspreiding van het Christendom werd in de late 10e eeuw ook een steeds belangrijker politiek thema
In de jaren 970 werd Haakon Sigurdsson, de jarl van Lade, de machtigste man in Noorwegen. Hij werd in eerste instantie gesteund door Harald Blauwtand van Denemarken. Sigurdsson betaalde tribuut aan Blauwtand. Later kregen de twee een conflict over religieuze zaken. Harald had zich tot het christendom bekeerd en stond te popelen om Noorwegen kerstenen, terwijl Haakon een fervent heiden bleef. In 995 werd Haakon afgezet en kwam de jonge christelijke leider Olaf Tryggvason op de troon.
Hoewel hij de Deense autoriteit verwierp, maakte Olaf het zijn missie om Noorwegen en de Noorse kolonies in het westen zo snel en zo volledig mogelijk te bekeren. Hij gebruikte daarvoor alle mogelijke middelen zoals bedreigingen, martelingen en executies. Olaf brak de heidense weerstand en binnen een paar jaar was Noorwegen, althans in naam, een christelijk land. In dit proces had koning Olaf natuurlijk de nodige verschillende vijanden gemaakt. De meest prominente daarvan waren jarl Erik, zoon van jarl Haakon, en Sven Gaffelbaard, de koning van Denemarken, die beiden het gevoel hadden dat Olaf hen had beroofd van hun aanspraken in Noorwegen.
Dezelfde belangen die in de slag bij Svolder botsten zouden Noorwegen nog decennia verdelen, wat leidde tot verdere grote slagen, waaronder de slag bij Nesjar en de slag bij Stiklestad. De oplossing kwam pas in 1035 toen de Noorse koning Magnus de Goede de troon van een onafhankelijk en christelijk Noorwegen besteeg.

## Bronnen

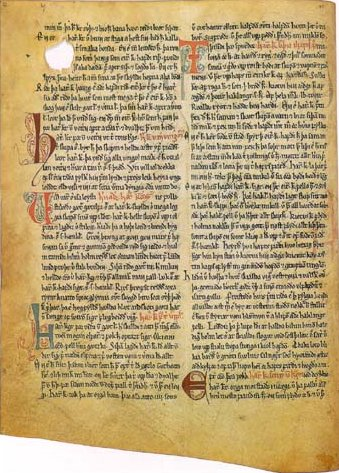
Hoewel de slag bij Svolder in een flink aantal middeleeuwse bronnen wordt vermeld, is het verhaal het best bekend uit Snorri Sturlusons Heimskringla. Dit werk heeft moderne historici en literaire werken het meest beïnvloed.

## Aanloop naar de slag
Uit de contemporaine skaldische gedichten kan weinig worden afgeleid over de aanleiding voor de slag bij Svolder. Adam van Bremen stelt dat Olaf Tryggvasons Deense vrouw Thyri hem aanmoedigde om oorlog te voeren tegen Denemarken. Toen Olaf hoorde dat Sven Gaffelbaard en Olaf Schatkoning een alliantie hadden gevormd, werd hij boos en besloot hij dat de tijd voor een aanval was gekomen.Ágrip en Historia Norwegie hebben een vergelijkbaar verhaal. Thyri was een zuster van Sven Gaffelbaard, en toen Olaf Tryggvason haar trouwde, zou Gaffelbaard geweigerd hebben haar beloofde bruidsschat te betalen. Woedend lanceerde Olaf een expeditie om Denemarken aan te vallen, maar hij was te ongeduldig om te wachten tot de gezamenlijke Noorse vloot zich had verzameld. Met slechts 11 schepen zette hij koers naar het zuiden, in de verwachting dat de anderen hem zouden volgen. Toen die verwachting echter niet werd gerealiseerd, ging hij op weg naar Wendland (het huidige Pommeren) om daar bondgenoten te zoeken. Op weg daarnaartoe voer hij in de hinderlaag die door Sven en zijn bondgenoten was gelegd. Deze voorstelling van zaken wordt mogelijk tegengesproken door een contemporain vers van Halldórr de Onchristelijke waarin staat dat Olaf Tryggvason vanuit het zuiden kwam, toen hij in de slag bij Svolder verzeild raakte Het een hoeft het ander echter niet tegen te spreken. Feit is dat Tryggvason, aannemende dat hij geen zelfmoordneigingen had, in een hinderlaag liep of hij nu op de heenweg naar of de terugweg uit Wendland was.
Oddr Snorrason doet een uitgebreid verslag van de problemen die voortvloeiden uit de huwelijken van de wilskrachtige prinses Thyri. Hij vertelt ons, dat zij werd uitgehuwelijkt aan de Wendische koning Burislav, die een grote bruidsschat voor haar ontving, maar zij zou niet akkoord zijn gegaan met dit huwelijk en ging in hongerstaking. Daarop stuurde Burislav haar terug naar Denemarken. Vervolgens regelde zij zelf een huwelijk met Olaf Tryggvason, tot ongenoegen van haar broer Sven Gaffelbaard. Svens vrouw, Sigrid de Hoogmoedige, een fervent tegenstander van Tryggvason, zou Gaffelbaard vervolgens opgehitst hebben om oorlog tegen hem te voeren. Sven smeedde vervolgens een complot met de Skaanse jarl Sigvaldi en Olaf Schatkoning van Zweden om Olaf Tryggvason in de val te lokken. Olaf Tryggvason reisde naar Wendland om Thyri's bruidsschat van koning Burislav op te eisen. Terwijl hij in Wendland was, hoorde hij geruchten over een geplande hinderlaag; Sigvaldi vertelde hem echter dat deze geruchten vals waren. Tryggvason geloofde Sigvaldi en stuurde het grootste deel van zijn vloot naar huis, omdat zijn mannen ongeduldig werden. Hij had dus slechts een kleine vloot tot zijn beschikking, toen hij in de buurt van Svolder in de voorbereide hinderlaag liep.
De Fagrskinna en Heimskringla volgen grotendeels het verhaal van Oddr, maar in vereenvoudigde vorm. Ook wijken zij in sommige opzichten af. Volgens de Heimskringla zeilde Sigvaldi samen met Olaf Tryggvason en een vloot van Wendische schepen en leidde hij hem persoonlijk naar de plaats van de hinderlaag.
Of de bovenstaande details nu juist zijn of niet, het is duidelijk dat Sven Gaffelbaard, Olaf Schatkoning en Erik Haakonson voldoende reden hadden om zich tegenover Olaf Tryggvason te weer te stellen. Olaf had de controle over Viken in het zuiden van Noorwegen overgenomen, een gebied dat lang onder Deense heerschappij hadden gestaan. Olaf en Sven werkten in Engeland samen, maar Olaf had daar vrede gesloten, terwijl Sven door wilde gaan met oorlog voeren. Sven stond verder op vriendschappelijke voet met Olaf Schatkoning en was met hem verbonden door huwelijksbanden, zodat de twee natuurlijke bondgenoten waren. Ten slotte was jarl Erik uit zijn erflanden verdreven door Olaf Tryggvason, net als eerder zijn vader, jarl Hakon, die Erik mogelijk zou hebben willen wreken.
Uit de tegenstrijdige verhalen uit de bronnen hebben historici geprobeerd om de meest waarschijnlijke volgorde van gebeurtenissen in de aanloop naar de strijd te reconstrueren. Het is waarschijnlijk dat Olaf Tryggvason inderdaad op weg was van Wendland naar Noorwegen toen hij werd overvallen, maar de koningssagen overdrijven vermoedelijk het belang van Thyri en haar huwelijksperikelen. Hoewel het mogelijk is dat Olaf haar bruidsschat wilde ophalen, lijkt het waarschijnlijker dat hij oorlog verwachtte en op zoek was naar bondgenoten in Wendland, maar daar niet in slaagde. Het karakter van Sigvaldi blijft raadselachtig, hoewel er bewijsmateriaal in de skaldische poëzie is dat hij Olaf Tryggvason inderdaad heeft verraden.

## Verloop van de slag

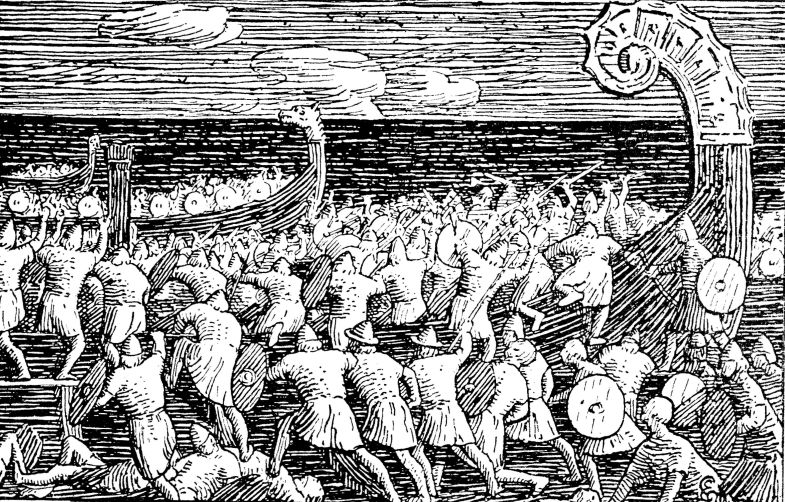
De mannen van Erik enteren de Lange Slang

De Denen hadden een gunstige en krachtige zuidwestenwind in de zeilen en voeren recht naar de Noorse drakkars. De Deense Vikingschepen hadden hun zeilen dwars gebrast, naar stuurboord, zodat ze relatief veilig zaten, achter hun grote vierkant getuigd zeil en hun stuurboordschilden, tegen Noorse pijlen en werpsperen. De Noorse Vikingschepen daarentegen hadden tegenwind en helden over naar bakboord, waardoor de Noorse Vikingen in een slechte aanvalspositie waren. Met gecommandeerde tussenpozen schoten de Denen allen tegelijk hun pijlen af op de Noren, die de volle laag kregen. Toen de Denen en de Noren elkaar dichter naderden gooiden ze speren en bijlen naar elkaar. Sommige schepen enterden of ramden elkaar.
De strijd was gauw beslist. De overmacht van de Deense en Zweedse vloot was veel te groot, zodat de zeeslag eindigde met een totale nederlaag en een verlies van alle elf Noorse schepen. Hun koning Olaf Tryggvason werd in het nauw gedreven op zijn schip, de Lange Slang. De koning sprong overboord en verdronk. De Deense koning Sven Gaffelbaard overwon en annexeerde Noorwegen. De Zweden profiteerden ook, omdat ze voortaan vrije doorgang hadden in de Sont. De Zweedse Vikingen waren eerder geneigd tot handelsmissies dan plundertochten. Zij dreven handel met de naburige Baltische gebieden.

## Tijd en plaats

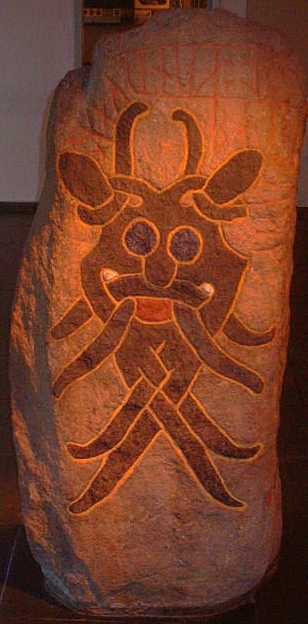
DR 66, een runensteen uit de De late vikingtijd in het Deense Aarhus herdenkt een man die "zijn dood vond toen de koningen vochten". De gebeurtenis waaraan gerefereerd wordt kan de slag bij Svolder zijn.

Alle bronnen die de slag bij Svolder dateren zijn het erover eens dat deze in het jaar 1000 plaatsvond. De oudste bron is de zorgvuldige  Íslendingabók, dat rond 1128 geschreven werd. Hierin wordt gezegd dat de slag in de zomer plaatsvond. Oddr Snorrason zegt verder dat de "gevallen mannen in de slag op de derde of vierde Ides van september werden herdacht", (10 of 11 september). De grootste sage van Olaf Tryggvason stelt dat de strijd op 9 september plaatsvond. Andere bronnen zijn het met een van beide data eens. Aangezien sommige middeleeuwse schrijvers het eind van het jaar in september stelden, is het mogelijk dat het jaar waaraan gerefereerd wordt in feite het jaar 999 is.
De plaats van de strijd kan niet met zekerheid worden geïdentificeerd. Volgens Adam van Bremen vond de slag plaats in de Oresund.Ágrip en Historia Norwegie plaatsen de locatie ook voor de kust van Seeland. Theodoricus zegt dat het gebeurde "naast het eiland dat Svöldr wordt genoemd en dat in de buurt van Slavia ligt"Fagrskinna spreekt van "een eiland voor... de kust van Vinðland ... [d]it eiland wordt Svölðr genoemd." Oddr Snorrason en de Heimskringla zijn het eens over de naam van het eiland, maar geven geen locatie. Een stanza door Skúli Þórsteinsson spreekt van "de mond van de Svolder", wat suggereert dat Svolder oorspronkelijk de naam van een rivier was, die door Noordse onbekendheid met de Wendische geografie in een eiland werd veranderd De Deense Annales Ryenses is de enige bron die de plaats van de Slag bij Svolder in de Schlei plaatst. Moderne historici zijn verdeeld, sommige lokaliseren de confrontatie in de buurt van de Duitse eiland Rügen, terwijl anderen de voorkeur geven aan de Oresund.

## Samenstelling van de vloten
De Noordse bronnen zijn het erover eens dat Olaf Tryggvason in de slag bij Svolder tegen een overweldigende overmacht vocht. De Fagrskinna zegt bijvoorbeeld dat hij "slechts over een kleine zeemacht beschikte", en dat de zee om hem heen werd "bedekt met oorlogsschepen" De bronnen die het aantal schepen specificeren zijn het er alle over eens dat Olaf Tryggvason over elf oorlogsschepen beschikte. Voor de geallieerde vloot geven zij echter verschillende aantallen.
| Bron                 | Olaf Tryggvason | Olaf Schatkoning | Erik Haakanson | Sven Gaffelbaard | Geallieerd totaal | Ref.   |
| -------------------- | --------------- | ---------------- | -------------- | ---------------- | ----------------- | ------ |
| Oddr Snorrason       | 11              | 60               | 19             | 60               | 139               | [ 25 ] |
| Ágrip                | 11              | 30               | 22             | 30               | 82                | [ 26 ] |
| Historia Norwegie    | 11              | 30               | 11             | 30               | 71                | [ 27 ] |
| Theodoricus monachus | 11              | -                | -              | -                | 70                | [ 28 ] |
| Rekstefja            | 11              | 15               | 5              | 60               | 80                | [ 29 ] |

## Nasleep
Na de slag verdeelden de zegevierende leiders Noorwegen in verschillende invloedssferen. De Heimskringla geeft de meest gedetailleerde beschrijving. Er zou sprake zijn geweest van drie invloedssferen. Olaf Schatkoning kreeg de vier districten in de nabijheid van het tegenwoordige Trondheim alsook Møre, Romsdal en Ranrike. Hij gaf deze aan zijn schoonzoon en vazal jarl Sven Håkonsson in leen. Sven Gaffelbaard kreeg het district Viken in bezit, waar de Deense invloed lang sterk is geweest. De rest van Noorwegen werd ten slotte geregeerd door Erik Håkonsson als vazal van Sven. De Fagrskinna zegt daarentegen dat het Zweedse deel bestond uit Oppland en een deel van de districten rond Trondheim. Andere bronnen zijn minder specifiek.
De jarls Erik en Sven bewezen sterke, competente heersers te zijn en hun bewind was voorspoedig. De meeste bronnen zeggen dat zij het christendom aannamen, maar de mensen vrijheid van godsdienst gunden, wat vervolgens tot een reactie tegen het eerder met geweld opgelegde christendom leidde. Een groot deel van het zendingswerk ten tijde van Olaf Tryggvason zou weer ongedaan zijn gemaakt.
Vele Noren vluchtten naar de Vikingenkolonies zoals IJsland en Groenland. Leif Eriksson was kort daarvoor te gast bij koning Olaf Tryggvason en wist van de dreigende spanningen tussen de Denen, Zweden en de Noren. Kort voor de zeeslag bij Svolder vertrok Leif terug naar Groenland. Misschien is dat ook de reden dat Leif Eriksson naar het westen van Groenland wilde zeilen, in de lente van 1000, om nieuw land te verkennen en te koloniseren.

## Voetnoten
1. ↑  Oudnoords: Svöld, Svöldr, Svölð of Svölðr.
2. ↑  Jones, Vikingen, blz. 137-38.
3. ↑  Meer recent is betoogd dat Harald Mooihaar in de eerste plaats als een mythisch karakter moet worden gezien. zie Sverrir Jakobsson 2002:230
4. ↑  Midgaard 1963:23
5. ↑  Midgaard 1963:25-6.
6. ↑  Sawyer 1993:54-8.
7. ↑  Bjarni Aðalbjarnarson 1941:xiv, cxxxvi
8. ↑  De standaardeditie van het corpus van de skaldische poëzie blijft die van Finnur Jónsson (1912-1915). Voor de carrières van Hallfreðr, Halldórr, Þórðr en Skúli zie Finnur Jónsson:1923:544-64.
9. ↑  Campbell 1998:66.
10. ↑  Tschan 2002:81-2
11. ↑  Driscoll 1995:33; Ekrem 2003:blz. 97
12. ↑  Bjarni Aðalbjarnarson 1941:cxxvi
13. ↑  Bjarni Aðalbjarnarson 1941:cxxxviii-cxxix
14. ↑  Olaf de Zweed kan ook een vazal van Sven zijn geweest. "Olofs ondergeschiktheid wordt aangegeven in zijn bijnaam Scotkonungœr (modern Zweeds Skötkonung). Deze bijnaam werd voor het eerst in de dertiende eeuw gebruikt, maar dateert waarschijnlijk van een eerder tijdstip en betekent, volgens Snorri Sturluson, tribuutkoning. Dit werd door hem gelijkgesteld aan een jarl, aldus Peter Sawyer in de The New Cambridge Medieval History IV, blz. 295
15. ↑  Bjarni Aðalbjarnarson 1941:cxxxiii-iv
16. ↑  Oddr Snorrason 2003:134
17. ↑  Ólafía Einarsdottir 1967.
18. ↑  Tschan 2002:82.
19. ↑  Theodoricus monachus 1998:18
20. ↑  Finlay 2004:116.
21. ↑  Oddr Snorrason 2003:115; Snorri Sturluson 1991:230
22. ↑  Bjarni Aðalbjarnarson 1941:cxxxv, Ólafur Halldorsson 2006:cxliii
23. ↑  Baetke 1951:60.
24. ↑  Finlay 2004:121.
25. ↑  Oddr Snorrason 2003:blz. 117–27.
26. ↑  Driscoll 1995:33.
27. ↑  Ekrem 2003:98–9.
28. ↑  Theodoricus monachus:1998:18.
29. ↑  Rekstefja verzen 15, 16, 18 and 21.
30. ↑  Snorri Sturluson 1991:244.
31. ↑  Finlay 2004:130.
32. ↑  Volgens de Heimskringla en Fagrskinna, zie Snorri Sturluson 1991:244 en Finlay 2004:130. Volgens de Historia Norwegie en Agrip werkten de jarls het christendom in Noorwegen actief tegen, zie Driscoll 1995:35 en Ekrem 2003:101